# Филимонов, Сергей Анатольевич
Сергей Анатольевич Филимонов (род. 14 марта 1986) — российский самбист, призёр чемпионатов России по боевому самбо, чемпион Европы, мастер спорта России, боец смешанных единоборств.

## Спортивные результаты
- Чемпионат России по боевому самбо 2009 года — ;
- Чемпионат России по боевому самбо 2010 года — ;